# Otto Hess
Otto Hess (Múnic, 1871- ibídem, 1920) fou un director d'orquestra bavarès. Es distingí en el repertori wagnerià, i el 1919 dirigí en el Gran Teatre del Liceu de Barcelona i en el Teatro Real (Madrid) les representacions del Parsifal que deixaren un gran record. Des de 1913 Hess fou director de l'Òpera Reial de Múnic.